# 沃尔特·惠特曼
華特·惠特曼（英語：Walt Whitman，1819年5月31日—1892年3月26日），美國詩人、散文家、新聞工作者及人文主義者。他身處於超驗主義與現實主義間的變革時期，著作兼併了二者的文風。惠特曼被认为是美国文学史上最具影响力的诗人之一，有自由詩之父的美譽。他的文作在当时實具爭議性，尤其是他的著名詩集《草葉集》，曾因其對性的大膽描述而被歸為淫穢。
出生於長島的亨廷頓，惠特曼除了文學創作之外，也從事記者、教師、政府文書等職，並曾於美國內戰期間志願擔任護士。他也曾在創作生涯初期發行過禁酒小說《富蘭克林·伊凡》 （1842）。惠特曼的重要著作《草葉集》則是於1855年自費出版，嘗試著讓普羅大眾接觸美國史詩，直至1892年逝世之前仍不斷增著、刪修該著作。在晚年的一次中風後，他遷居至新澤西州的肯頓，病情並在當地持續惡化。惠特曼以72歲高齡辭世，他的葬禮隨後以公開方式舉行，出席者眾多、景象壯觀。
惠特曼的性向和他的詩作一樣，常是眾人議論的對象。儘管傳記作家不斷為其性向爭辯，在愛慕與情感面，惠特曼通常被視為同性戀或雙性戀者。然而，傳記作家間對惠特曼是否曾與男性有實際性經驗仍抱持歧見。惠特曼生前一直十分掛心政治。他擁護威爾莫特但書，大體而言對奴隸制度的擴張持反對立場。他的詩作展現了種族平等主義的觀點，曾一度公開呼籲廢除奴隸制度，但後視廢奴主義運動為對民主的阻礙。

## 生平

### 早年
華特·惠特曼於1819年5月31日出生於長島亨廷頓西山，是全家九名子女、七個兒子中的次子，雙親華特與路易莎·范·韋爾索·惠特曼皆為貴格會教徒。老華特·惠特曼另以美國領袖安德魯·傑克遜、喬治·華盛頓及湯瑪斯·傑佛遜之名，為家中三個兒子命名。家中的長子名為傑西，另有一名男嬰在六個月大、尚未取名時夭折，排行第六的么子則取名愛德華。華特四歲時，惠特曼一家自西山搬遷至布魯克林，並因投資失利而居無定所、遷居不斷。由於家境困難，惠特曼印象中童年經常是夜無入寐、滿溢憂愁的。其中少數能憶起的快樂片段，便是1825年7月4日的一次布魯克林慶典中，被拉法葉侯爵高舉至空中、親吻了惠特曼的臉頰。
十一歲時，惠特曼不再接受正規的學校教育。他投身工作，為家裡多掙一份收入；他曾為二名律師做過雜工，後在山穆爾·克萊門茨主編的長島週報《愛國者》擔任印刷廠學徒，因而獲悉了印刷機與排版的相關知識。惠特曼可能曾為臨時期號寫過「心靈片段」等湊版面的文章。
在做了两年学徒以后，惠特曼搬到纽约市，并开始在不同的印刷厂工作。1835年，他返回长岛，在一所乡村学校执教。1838年至1839年期间，他在他的家乡办了一份叫做《长岛人》的报纸。他一直教书直到1841年，之后他回到纽约并当了一名记者。他也在一些主流杂志上担任自由撰稿人，或发表政治演讲。
惠特曼的政治演讲引起了坦慕尼协会的注意，他们让他担任一些报纸的编辑，但是没有一个工作做得长久。在他担任有影响力的报纸《布鲁克林鹰报》编辑的两年间，民主黨内部的分裂使得支持自由国土党的他离开了工作。在他尝试为自由国土办报纸的努力失败后，他开始在不同的工作间漂浮。1841年到1859年间，他共在新奥尔良编辑过1份报纸、纽约2份报纸和长岛四份报纸。在新奥尔良的时候，他亲眼目睹了奴隶拍卖——当时很普遍的事情。这时，惠特曼开始着力写诗。
19世纪40年代是惠特曼长期工作的第一个收获期：1841年他出版了一些短篇故事，一年后他在纽约出版了小说《富兰克林·埃文斯》（Franklin Evans）。第一版的草叶集是他自己付费出版的，出版于1855年，也是他父亲去世的那年。但是该诗集由12篇长篇无标题的诗组成。一年后，在草叶集的第二版，连同爱默生的祝贺信一同被出版。第二版有20组诗。爱默生一直企盼着一名新的美国诗人，现在他在《草叶集》中找到了。
在美国内战后，惠特曼在内政部当职员，但是在当时的内政部部长詹姆士·哈兰发现他是“讨厌”的《草叶集》的作者后，他把惠特曼解雇了。
到了1881年的第七版时，由于不断上升的知名度，这版诗集得以畅销。诗集带来的收入使得惠特曼可以在纽约卡姆登买上一间房子。
惠特曼于1892年3月26日逝世，他被安葬在哈利公墓（Harleigh）。

## 诗
对很多人来说，惠特曼和埃米莉·迪金森是美国19世纪最伟大的诗人。惠特曼的诗看起来更个人化。它显露出一种个性分明的个人特性，充满了分明的个人意志。惠特曼的诗的力量看起来就像来自于他所表达的高昂激情的自然表露中。他创造性的利用了循复的音律使他的诗作中产生出一种具有魄力的模糊性质。惠特曼的诗适合大声朗读，其诗的一部分精髓是通过声音来体验的。
惠特曼的诗与过去的诗的决裂使得他的诗成为法国象征主义者（也影响了后来的超现实主义）的典范，对于一些现代派诗人（艾兹拉·庞德、艾略特及奥登等）的作品也起了一定的作用。这些力量的味道可以在他的诗集《草叶集》（1855年）中表现出来：
I too lived, Brooklyn of ample hills was mine,
I too walked the streets of Manhattan island, and bathed in the waters around it
I too felt the curious abrupt questionings stir within me,
In the day, among crowds of people, sometimes they came upon me,
In my walks home late at night, or as I lay in my bed, they came upon me,
I too had been struck from the float forever held in solution,
I too had received identity by my body,
That I was, I knew was of my body - and what I should be, I knew I should be of my body.

## 惠特曼生平大事记
- 1841年 搬到纽约。
- 1855年 父亲去世，《草叶集》（Leaves of Grass）第一版。
- 1862年 探望在腓烈德利斯堡战役中受伤的兄弟。
- 1865年 林肯被暗杀，惠特曼的战时诗集Drum-Taps（后来放到《草叶集》中）出版。
- 1871年 母亲路易莎去世。
- 1882年 会见奥斯卡·王尔德，出版 Specimen Days and Collect。
- 1885年 为纪念林肯逝世20周年，作诗《献给那个被钉在十字架上的人》，后收入《草叶集》。
- 1888年 第二次打击。严重的疾病。
- 1891年 草叶集最后一版
- 1892年 惠特曼去世，3月26日

## 相關作品
約翰·葛林在他的長篇小說《紙上城市》（"Paper Towns"）中，惠特曼的《草葉集》中的自我之歌成為了故事中女主角失蹤前留給男主角的線索之一，男主角在故事中對自我之歌的思索佔了整個故事頗大的篇幅。

## 外部連結
- 惠特曼的詩 （页面存档备份，存于） - 英文
- 草葉集 （页面存档备份，存于） - 英文
- 遇見惠特曼 - 中文
- 沃尔特·惠特曼在豆瓣上的资料（简体中文）